# EDU.CON Hochschule Berlin

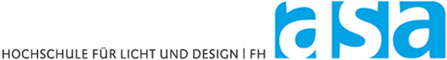
Logo der asa Hochschule für Licht und Design

Die EDU.CON Hochschule Berlin war eine private, staatlich anerkannte Fachhochschule in Berlin. Sie wurde 2008 unter dem Namen asa Hochschule für Licht und Design gegründet. Im Oktober 2008 übernahm die EDU.CON Holding die Trägerschaft für die Hochschule und benannte sie anschließend um. Gründerin, Geschäftsführerin und Inhaberin der Holding war Carina Appelt, ehemalige Weiterbildungsleiterin der Kammer der Technik.
Im November 2010 entzog Berlins Wissenschaftssenator Jürgen Zöllner der EDU.CON Hochschule Berlin und damit erstmals einer Privathochschule die staatliche Anerkennung, d. h. die EDU.CON darf sich nicht mehr Hochschule nennen und auch keine Prüfungen mehr abnehmen.

## Studiengänge
Ab dem Sommersemester 2010 wurden die Studiengänge Lighting-Design und Set-Design angeboten, die mit dem akademischen Grad Bachelor of Arts abgeschlossen werden sollten. Das jeweils sechssemestrige Studium gliederte sich in ein gemeinsames Grundlagenstudium über zwei Semester, das im anschließenden viersemestrigen Fachstudium des jeweiligen Studiengangs vertieft werden sollte. Ab Wintersemester 2011 waren weitere Bachelorstudiengänge geplant.